# قانون غاوس
في الفيزياء، قانون غاوس الكهربي، المعروف أيضاً باسم مبرهنة غاوس في التدفق الكهربي، والقانون يصف العلاقة بين توزيع الشحنة الكهربائية والمجال الكهربائي الناتج عنها.
تمت صياغة القانون من قبل كارل فريدريش غاوس في عام 1835، ولكن لم ينشر حتى 1867، وهي واحدة من معادلات ماكسويل الأربعة التي تشكل أساس الديناميكا الكهربائية الكلاسيكية، والثلاثة الأخرى هي قانون جاوس للمغناطيسية، قانون فاراداي في الحث، وقانون أمبير مع تصحيح ماكسويل. ويمكن استخدام قانون جاوس لاشتقاق قانون كولوم، والعكس صحيح.

## الصيغة التكاملية
{\displaystyle \ {\vec {E}}\cdot d{\vec {S}}={\frac {1}{\varepsilon _{0}}}\int _{V}\rho dV\!={\frac {q}{\varepsilon _{0}}}}{\displaystyle {\scriptstyle S}}
حيث القسم الأيسر من المعادلة، أي {\displaystyle \ {\vec {E}}\cdot d{\vec {S}}}{\displaystyle {\scriptstyle S}}{\displaystyle \textstyle \Phi =} هو تدفق الحقل الكهربائي {\displaystyle {\vec {E}}\!} عبر السطح {\displaystyle S\!}،
{\displaystyle \varepsilon _{0}\!} هو نفاذية الفراغ،
{\displaystyle V\!} هو حجم الفضاء المحتوي على {\displaystyle S\!}،
{\displaystyle \rho \!} كثافة الشحنة الكهرباية في وحدة الحجم.
{\displaystyle q\!} هو كمية الشحنة داخل الحجم.

## التدفق الكهربائي
إذا تصورنا سطحاً مساحته (أ) موجود في مجال كهربائي منتظم (مـ) وأن، عددا من خطوط المجال الكهربائي تخترق هذا السطح ولما كان عدد خطوط المجال التي تخترق وحده المساحة العموديه على اتجاه الخطوط يتناسب طرديا مع المجال الكهربائي فإن عدد الخطوط التي تخترق المساحة (أ) ستزداد بزيادة المجال ويقل بنقصانه ويعرف حاصل ضرب المجال الكهربائي (مـ) في المساحة العموديه على المجال بالتدفق الكهربائي
ويعبر رياضياً عن التدفق بالعلاقة التالية:
التدفق = مـ أ جتا، حيث الزاوية المحصوره بين إتجاه خطوط المجال والعمودي على المساحة نتوصل إلى الملاحظات التالية حول التدفق الكهربائي::
- يعتمد مقدار التدفق الكهربائي على الزاوية المحصوره بين إتجاه خطوط المجال والعمودي على المساحة كما يعتمد على مقدار كل من مقدار المجال الكهربي ومساحة السطح.
- يكون العمودي على السطح خارجاً منه.
- يكون التدفق موجباً إذا كانت الخطوط خارجة من السطح، ويكون التدفق سالباً إذا كانت الخطوط داخلة في السطح.
- التدفق = عدد خطوط المجال التي تعبر وحدة المساحة من السطح عمودياً عليه × مساحه السطح.
- التدفق الكهربائي على أي سطح مغلق مغمور في مجال كهربائي يساوي صفراً لأن قيمته من أحد أوجه السطح تساوي وتعاكس قيمته من الوجهة المقابل فيكون المجموع = صفراً.

## قانون جاوس المغناطيسي
قانون جاوس المغناطيسي هو ثاني معادلات ماكسويل التي تصف سلوك الكهرومغناطيسيات وتوليدها، ينص هذ القانون على أن عدد خطوط المجال المغناطيسي الخارجة من سطح مغلق يساوي صفر، بمقارنة هذا التعريف مع قانون جاوس الكهربي الذي ينص على أن عدد خطوط المجال الكهربي الخارجة من سطح مغلق مساوٍ لمجموع الشحنة الكهربية داخل السطح، يتبين بالمقارنة أنه لا وجود لشحنة مغناطيسية، أي يتعذر على الدوام الحصول على قطب شمالي منفرد أو قطب جنوبي منفرد. معضلة انعدام الشحنة المغناطيسية هي حقيقة تفرض نفسها على الفيزياء التجريبية رغم أن عدد من النظريات الحديثة في الفيزياء النظرية تفترض وجود هذه الشحنة، كنظرية التوحيد الكبرى فضلا عن نظرية الأوتار التي تفترض أن الثقب الأسود ما هو إلى مغناطيس أحادي بشحنة مغناطيسية تساوي كتلته.

## استخدامات قانون جاوس
يستخدم قانون غاوس لحساب المجالات الكهربائية لحالات يكون فيها توزيع الشحنات الكهربائية على درجه عاليه من التماثل مثل كرات مشحونه بشحنه منتظمه التوزيع أو اسطوانات طويله أو سطوح مستوية ذات أبعاد كبيره جدا.
أما قانون كولوم فيستخدم لحساب المجالات الكهربائية لشحنات كهربائيه نقطية، خطوات حساب المجال باستخدام قانون غاوس:
1. - اختيار سطح غاوس مناسب نفترض وجوده عند النقطة المراد حساب المجال عندها ويعتمد شكل السطح على توزيع الشحنات كالآتي

- في حاله التوزيع الكروي نختار سطح غاوس كرويا
- في حاله التوزيع الخطي نختار سطح غاوس اسطوانيا
- في حال توزيع الشحنات على صفائح أي توزيع مستوي للشحنات نختار سطح غاوس اسطوانيا

2- حساب مساحه سطح غاوس مع مراعاه اتجاه خطوط المجال بالنسبة للعمودي على المساحة
3- حساب مقدار الشحنة الموجودة داخل سطح غاوس (كثافه طوليه، سطحيه، وحجميه)
4- عند التعويض عن ش نراعي ما يلي:
- تعويض ش مقدارا ونوعا فاذا كانت الشحنة سالبه نعوض السالب في قانون جاوس.
- الشحنات تستقر على سطح المواد الموصله والسطوح الرقيقه أي أن الشحنة داخل الموصل تساوي صفرا.
- تتوزع الشحنات داخل وخارج المواد العازله (غير الموصله) أي أن الشحنة داخل المادة العازله لا تساوي صفرا.

## نظريات من قانون جاوس
{\displaystyle \mathbf {E} (\mathbf {r} )={\frac {q}{4\pi \epsilon _{0}}}{\frac {\mathbf {e_{r}} }{r^{2}}}}
حيث: er هو وحدة المتجه الشعاعي، r هو نصف قطر
{\displaystyle \mathbf {E} (\mathbf {r} )={\frac {1}{4\pi \epsilon _{0}}}\int {\frac {\rho (\mathbf {s} )(\mathbf {r} -\mathbf {s} )}{|\mathbf {r} -\mathbf {s} |^{3}}}d^{3}\mathbf {s} }
{\displaystyle \nabla \cdot \mathbf {E} (\mathbf {r} )=\rho (\mathbf {r} )/\epsilon _{0}}